# Louis Prosper Lofficial
Louis Prosper Lofficial es un político francés nacido el 28 de noviembre de 1751 en Montigné-sur-Moine (Maine-et-Loire) y fallecido el 8 de julio de 1815 en París.

## Biografía
Teniente general de la alguacilazgo de Couvent antes de la Revolución, fue elegido diputado del tercer estado de la senescalsía de Poitou en 1789. Nombrado juez en Parthenay en 1791, fue diputado de Deux-Sèvres (Deux-Sèvres) a la Convención (Convención (Revolución Francesa)), sentándose con los moderados y votando por el destierro de Luis XVI (Luis XVI). Se mantiene alejado del Terror, luego es enviado en una misión al Oeste. Fue miembro del Consejo de los Quinientos para el departamento de Marne el 27 Vendémiaire Año IV. Dejando el concilio en el año VII, fue nombrado juez consular en Angers, asesor de la corte imperial en 1811.

## Homenajes
- Una calle lleva su nombre en su lugar de nacimiento en Montigné-sur-Moine.